# Thank U, Next
«thank u, next» (стилизованное написание строчными буками; с англ. — «Спасибо, следующий») — песня американской певицы Арианы Гранде. Трек стал лид-синглом с пятого студийного альбома Thank U, Next. Текст песни повествует об отношениях с бывшими парнями певицы (Биг Шон, Мак Миллер, Пит Дэвидсон и Рики Альварес). Песня смогла достичь первой строчки чартов Великобритании, Шотландии, Австралии, Новой Зеландии, а также стала первой песней Арианы, возглавившей американский Billboard Hot 100. Помимо этого, песня побила рекорд по скорости набора 100 миллиона стримов на Spotify.

## Отзывы
Композиция, в целом, была одобрительно встречена музыкальными экспертами и обозревателями: Forbes.com, Digital Journal, Pitchfork, The Atlantic, Rolling Stone, Jezebel, Internet meme,
refinery29.com.
Песня была названа одной из лучших по итогам года несколькими музыкальными изданиями. Например, журнал Time поставил песню «Thank U, Next» на позицию № 3 среди лучших треков 2018 года

### Итоговые годовые списки
| Публикация   | Ранг | Ссылка |
| ------------ | ---- | ------ |
| Billboard    | 4    | [ 13 ] |
| The Guardian | 6    | [ 14 ] |
| NPR          | 4    | [ 15 ] |
| Pitchfork    | 8    | [ 16 ] |
| Time         | 3    | [ 17 ] |
| Vulture      | 1    | [ 18 ] |

## Награды и номинации
| Год  | Организация                     | Награда                        | Результат | Ссылка |
| ---- | ------------------------------- | ------------------------------ | --------- | ------ |
| 2019 | iHeartRadio Music Awards        | Best Lyric                     | Номинация | [ 19 ] |
| 2019 | iHeartRadio Music Awards        | Best Music Video               | Номинация | [ 19 ] |
| 2019 | iHeartRadio Music Awards        | Song That Left Us Shook        | Номинация | [ 19 ] |
| 2019 | Nickelodeon Kids' Choice Awards | Favorite Song                  | Победа    | [ 20 ] |
| 2019 | Denmark Gaffa-Prisen Awards     | International Song of the Year | Победа    | [ 21 ] |
| 2019 | Sweden Gaffa Awards             | International Song of the Year | Номинация | [ 22 ] |
| 2019 | Teen Choice Awards              | Choice Pop Song                | Победа    | [ 23 ] |
| 2019 | MTV Video Music Awards          | Video of the Year              | Номинация | [ 24 ] |
| 2019 | MTV Video Music Awards          | Best Pop Video                 | Номинация | [ 24 ] |
| 2019 | MTV Video Music Awards          | Best Cinematography            | Номинация | [ 24 ] |
| 2019 | MTV Video Music Awards          | Best Direction                 | Номинация | [ 24 ] |
| 2019 | MTV Video Music Awards          | Song of the Year               | Номинация | [ 24 ] |
| 2019 | MTV Europe Music Award          | Best Video                     | Номинация | [ 25 ] |
| 2019 | Queerty Awards                  | Queer Anthem                   | Номинация | [ 26 ] |

## Музыкальное видео
Музыкальное видео впервые в виде отдельных изображений появилось 20 ноября 2018 года на аккаунте певицы в Instagram.
27 ноября появился тизер видеоклипа с камео её друзей Троя Сивана и Colleen Ballinger и актёров Mean Girls Джонатана Беннетта и Stefanie Drummond.
В официальном музыкальном видео обыгрываются сюжеты из популярных американских кинофильмов: «Дрянные девчонки» (2004), «Добейся успеха» (2000), «Из 13 в 30» (2004) и «Блондинка в законе» (2001). Также в записи видеоклипа приняли участие несколько знаменитостей в качестве камео: Мэтт Беннетт, Дженнифер Кулидж, Крис Дженнер, Элизабет Гиллис, Даниэлла Моне, Виктория Моне, Тейлор Паркс, Трой Сиван.
30 ноября состоялась официальная премьера видеоклипа и он набрал 55,4 млн просмотров за первые 24 часа, побив соответствующий рекорд, ранее установленный корейской поп-группой BTS с хитом «Idol». Клип также стал самым быстро набравшим на канале Vevo границу в 100 млн просмотров через YouTube, потратив на это всего 3 дня и 10 часов, побив на два часа прошлый рекорд, установленный клипами «Look What You Made Me Do» американской певицы Тейлор Свифт и «Gentleman» корейского музыканта PSY.

## Коммерческий успех
Композиция стала первой песней Арианы, возглавившей американский Billboard Hot 100. Кроме того, это была первая песня сольной исполнительницы-женщины, которая дебютировала на первой позиции в чартах США после песни Адели в 2015 году «Hello». Гранде стала первой женщиной на первом месте сольно за последние 2 года, впервые после 2017 года, когда там были песни «Bodak Yellow (Money Moves)» (Карди Би) и «Look What You Made Me Do» (Тейлор Свифт), а также смогла достичь первой строчки чартов Великобритании, Шотландии, Ирландии, Австралии, Новой Зеландии и других.
«Thank U, Next» стартовал на вершине чарта Hot 100, главным образом, благодаря первому месту в его цифровом компоненте Billboard Digital Songs (где это её 2-й за 2018 год и 4-й в целом чарттоппер) — имея 81 000 цифровых загрузок по данным Nielsen SoundScan. Одновременно сингл имел 71 млн стримов в США в первую неделю и также первое место в чарте Streaming Songs, став там её первым чарттоппером. Однако песня не попала в первую неделю в радиочарт Radio Songs (третий компонент хит-парада журнала Billboard), и лишь через неделю (оканчивающуюся 11 ноября) получила 11,3 млн аудитории.
Гранде поставила мировой рекорд для исполнителей и теперь у неё все лид-синглы с каждого из первых пяти студийных альбомов попадали сразу в десятку лучших Hot 100: «The Way», «Problem», «Dangerous Woman», «No Tears Left to Cry» и «Thank U, Next».
Во вторую неделю «Thank U, Next» оставалась на первой позиции Billboard Hot 100 с дополнительными 47 000 цифровыми загрузками, а также на первой строке в чартах Digital Songs и Streaming Songs (63,4 млн стримов, то есть выше на 14 % от 55,5 млн в первую неделю). «Thank U, Next» также имел 22 млн аудитории радиостанций всех форматов и стилей (рост на 94 % от прошлой недели). Трек также поднялся на позицию № 20 в радиочарте Billboard Mainstream Top 40 с дебютного 33-го места. Спустя неделю песня оставалась № 1 в Hot 100 и № 1 в Streaming Songs (43,8 млн стримов), однако опустилась на второе место в цифровом чарте Digital Songs (с дополнительными 23 000 цифровыми загрузками на неделю, оканчивающуюся 22 ноября по данным Nielsen Music). Радиоаудитория возросла до 31,8 млн (рост на 45 %, и дебют на № 36 в Radio Songs.
В Канаде «Thank U, Next» дебютировал в хит-параде Canadian Hot 100 в десятке лучших на первом месте 17 ноября 2018 года, став для Арианы её первым чарттоппером в этой стране и 11-м синглом в лучшей десятке. Также песня дебютировала на втором месте в национальном цифровом чарте Canadian Digital Song Sales позади сингла «Shallow» Леди Гага.

## Чарты
| Чарт (2018—19)                              | Высшая позиция |
| ------------------------------------------- | -------------- |
| Argentina (Argentina Hot 100)               | 31             |
| Австралия (ARIA)                            | 1              |
| Австрия (Ö3 Austria Top 40)                 | 4              |
| Бельгия/Фландрия (Ultratop 50)              | 7              |
| Бельгия/Валлония (Ultratop 50)              | 3              |
| Brazil (Brasil Hot 100 Airplay)             | 1              |
| Brazil Streaming (ABPD)                     | 1              |
| Bulgaria (PROPHON)                          | 7              |
| Канада (Billboard Canadian Hot 100)         | 1              |
| Канада (Billboard Hot AC)                   | 22             |
| Colombia (National-Report)                  | 74             |
| Croatia (HRT)                               | 6              |
| Чехия (Singles Digitál Top 100)             | 6              |
| Denmark (Tracklisten)                       | 3              |
| Estonia (IFPI)                              | 1              |
| Финляндия (Suomen virallinen lista)         | 1              |
| France (SNEP)                               | 12             |
| Германия (GfK)                              | 13             |
| Greece International Digital Singles (IFPI) | 1              |
| Венгрия (Single Top 40)                     | 3              |
| Венгрия (Stream Top 40)                     | 1              |
| Iceland (Tonlist)                           | 9              |
| Ирландия (IRMA)                             | 1              |
| Israel (Media Forest)                       | 6              |
| Italy (FIMI)                                | 24             |
| Japan (Japan Hot 100)                       | 24             |
| Japan Hot Overseas (Billboard)              | 2              |
| Lebanon (Lebanese Top 20)                   | 1              |
| Malaysia (RIM)                              | 1              |
| Mexico Airplay (Billboard)                  | 1              |
| Нидерланды (Dutch Top 40)                   | 3              |
| Нидерланды (Single Top 100)                 | 3              |
| New Zealand (Recorded Music NZ)             | 1              |
| Norway (VG-lista)                           | 2              |
| Португалия (AFP)                            | 1              |
| Romania (Airplay 100)                       | 46             |
| Шотландия (OCC Scotland)                    | 2              |
| Singapore (RIAS)                            | 1              |
| Словакия (Rádio — Top 100)                  | 14             |
| Словакия (Singles Digitál Top 100)          | 3              |
| Slovenia (SloTop50)                         | 20             |
| South Korea (Gaon)                          | 14             |
| South Korea International (Gaon)            | 1              |
| Spain (PROMUSICAE)                          | 24             |
| Sweden (Sverigetopplistan)                  | 3              |
| Швейцария (Schweizer Hitparade)             | 7              |
| Великобритания (OCC UK Singles)             | 1              |
| США (Billboard Hot 100)                     | 1              |
| США (Billboard Adult Contemporary)          | 22             |
| США (Billboard Adult Pop Airplay)           | 7              |
| США (Billboard Dance/Mix Show Airplay)      | 3              |
| США (Billboard Dance Club Songs)            | 1              |
| США (Billboard Pop Airplay)                 | 1              |
| США (Billboard Rhythmic)                    | 15             |

## Сертификации и продажи
| Регион | Сертификация     | Продажи     |
| --- | ---------------- | ----------- |
| Австралия (ARIA) | 8× Платиновый    | 560 000     |
| Австрия (IFPI Austria) | Золотой          | 15 000      |
| Бельгия (BEA) | Платиновый       | 40 000      |
| Бразилия (ABPD) | 3× Бриллиантовый | 480 000     |
| Канада (Music Canada) | 7× Платиновый    | 560 000     |
| Дания (IFPI Danmark) | Платиновый       | 90 000      |
| Франция (SNEP) | Бриллиантовый    | 333 333     |
| Германия (BVMI) | Золотой          | 200 000     |
| Италия (FIMI) | Платиновый       | 50 000      |
| Мексика (AMPROFON) | Золотой          | 30 000      |
| Новая Зеландия (RMNZ) | 2× Платиновый    | 60 000      |
| Норвегия (IFPI Norway) | 3× Платиновый    | 180 000     |
| Польша (ZPAV) | 3× Платиновый    | 150 000     |
| Португалия (AFP) | 2× Платиновый    | 20 000      |
| Республика Корея (KMCA) | Платиновый       | 2 500 000*  |
| Испания (PROMUSICAE) | Золотой          | 20 000      |
| Швейцария (IFPI Switzerland) | Платиновый       | 20 000      |
| Великобритания (BPI) | 3× Платиновый    | 1 800 000   |
| США (RIAA) | 5× Платиновый    | 5 000 000   |
| Стриминг |                  |             |
| Япония (RIAJ) | Золотой          | 50 000 000  |
| Швеция (GLF) | 2× Платиновый    | 16 000 000  |
| Республика Корея (KMCA) | Платиновый       | 100 000 000 |
| * Данные о продажах приведены только на основе сертификации. · Данные о продажах + прослушиваниях приведены только на основе сертификации. · Данные только о прослушиваниях приведены на основе сертификации. |                  |             |